# Ibex Airlines
Ibex Airlines Co., Ltd. (アイベックスエアラインズ株式会社|Aibekkusu Earainzu Kabushiki-gaisha) es una aerolínea con sede en Kōtō, Tokio, Japón. Efectúa vuelos de cabotaje desde Tokio. Su principal base de operaciones es el Aeropuerto Sendai, en Natori, Miyagi.

## Historia

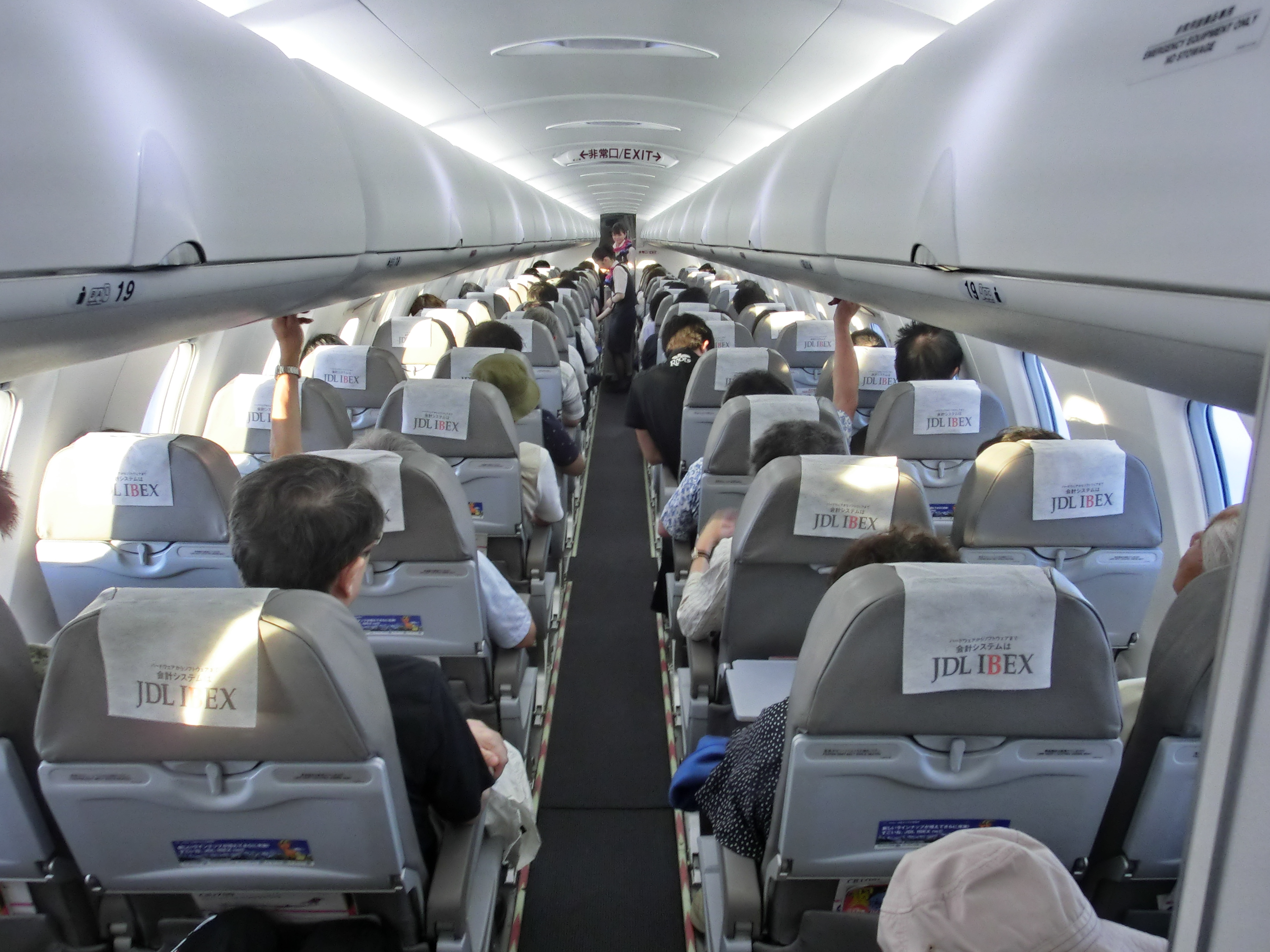
Interior de un Bombardier CRJ-700 de Ibex Airlines

La aerolínea fue fundada el 29 de enero de 1999 y comenzó a operar el 7 de agosto de 2000 entre Sendai y Osaka (Aeropuerto Internacional Kansai) bajo el nombre de Fairinc. Alcanzó un acuerdo de cooperación con All Nippon Airways con el que esta proporcionaría servicios de apoyo al vuelo, provisión de tripulantes, mantenimiento y servicios de ingeniería, etc. En octubre de 2004 la aerolínea con base en Sendai cambió su nombre a Ibex Airlines. La aerolínea planeaba trasladarse al aeropuerto de Tokio-Narita en junio de 2009.

## Destinos
Ibex Airlines efectúa vuelos regulares a los siguientes destinos domésticos (en enero de 2007): 
- Akita
- Fukushima
- Hiroshima
- Komatsu
- Osaka-Itami
- Sapporo
- Sendai
- Shonai
- Tokio-Narita

## Flota

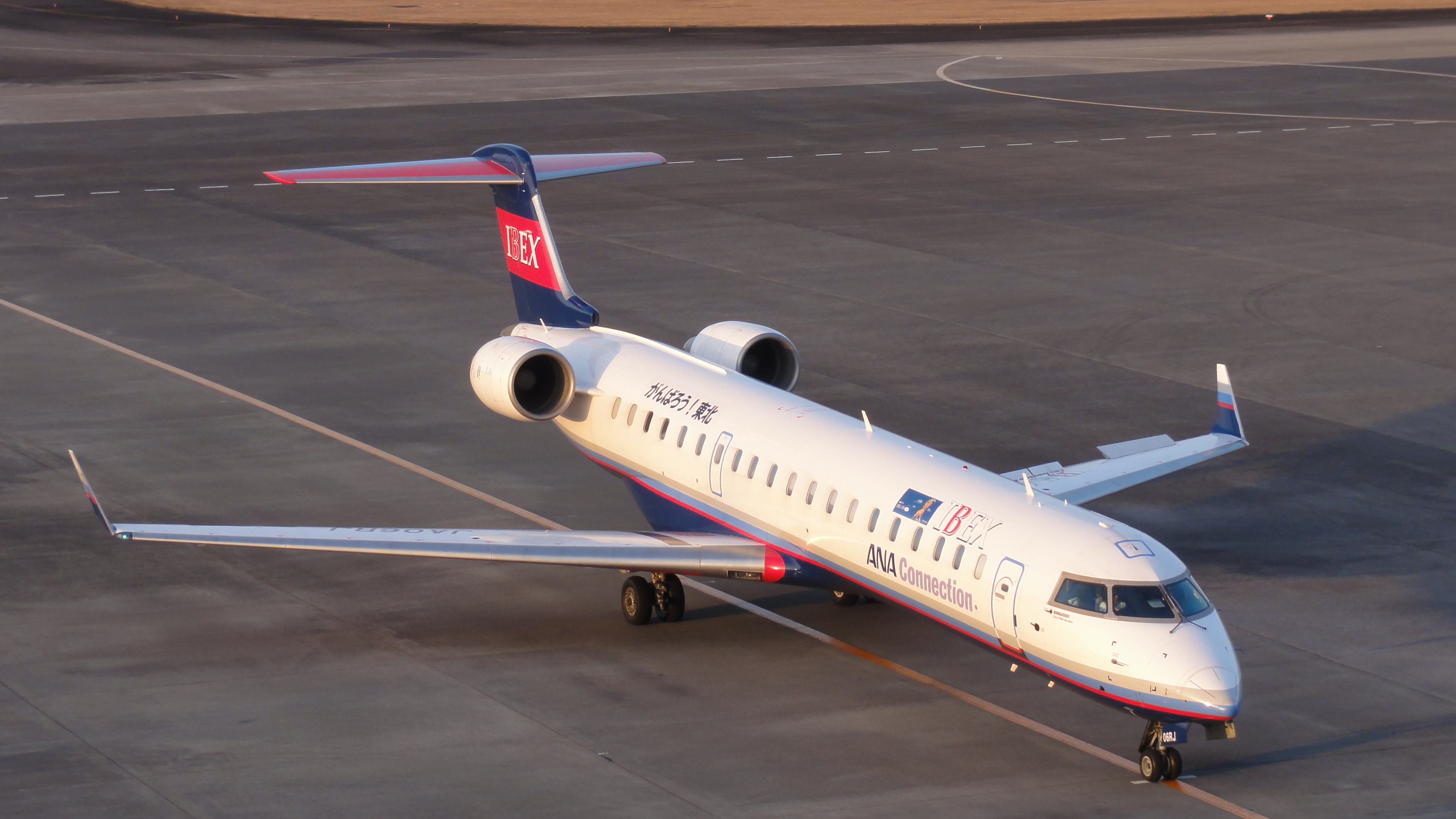
Bombardier CRJ-700 de Ibex Airlines

La flota de Ibex Airlines incluye las siguientes aeronaves, con una edad media de 6.4 años (en junio de 2020):

## Flota Histórica

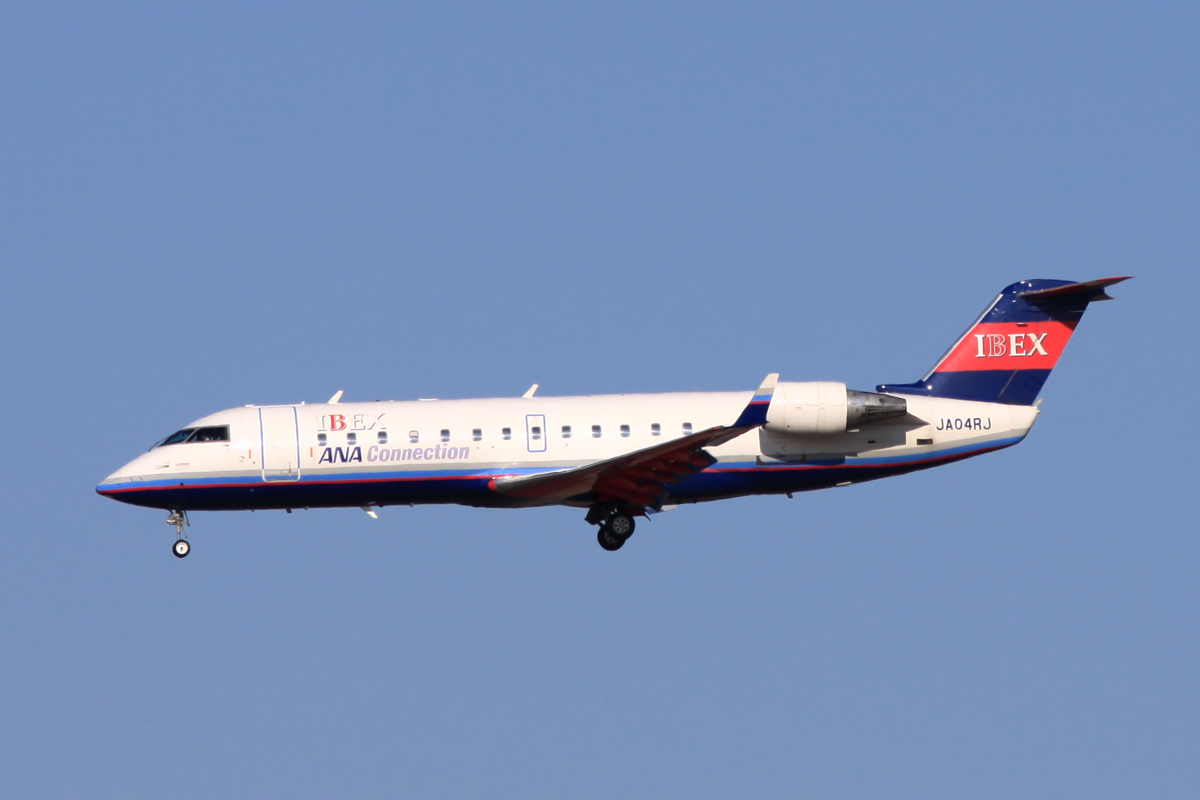
Bombardier CRJ-200 de Ibex Airlines/ANA Connect